# Corvus meeki
Corvus meeki là một loài chim trong họ Corvidae.